# Sergio Rubini
Sergio Rubini (Grumo Appula, Italia, 21 de diciembre de 1959) es un actor y director italiano de cine.

## Biografía
Nació en Grumo Appula, pero pronto se trasladó a Roma para estudiar actuación. Después de algunos papeles en el teatro, debutó en un largometraje con Fligio mio infinitamente caro (1985) que fue seguido por Desiderando Giulia y Il caso Moro. En 1987 actuó en Intervista.
En 1989 debutó también como director con La Stazione escrito con su amigo Umberto Marino. La película ganó un Nastro d'argento y un David di Donatello como mejor ópera prima. En 1994 actuó en Al lupo al lupo, mientras que en el año siguiente se dirigió a sí mismo y a Nastassja Kinski en La bionda. En 1994 coescribió Una pura formalità.
En 1997 actuó en Nirvana, y el mismo año dirigió Il viaggio della sposa con Giovanna Mezzogiorno considerada por muchos como su mejor obra. En el año 2000 Rubini fue dirigido de nuevo por Salvatores en Denti. En 2004 hizo el papel de Dimas en la película La Pasión de Cristo.
Su último y más apreciado trabajo es La terra (2006), una violenta historia sobre una disputa familiar situada en el sur de Italia.

## Filmografía

### Actor
- Figlio mio infinitamente caro (1985)
- Desiderando Giulia (1986)
- Il caso Moro (1986)
- Intervista (1987)
- Il Grande Blek (1987)
- Treno di panna (1988)
- Una notte, un sogno (1988)
- Mortacci (1989)
- Chiedi la luna (1991)
- Al lupo al lupo (1992)
- La bionda (1992)
- Condannato a nozze (1993)
- Una pura formalità (1994)
- Il cielo è sempre più blu (1996)
- Nirvana (1997)
- Del perduto amore (1998)
- L'albero delle pere (1998)
- " Le Comte de Monte Cristo " (1998)
- Il mnemonista (1999)
- AAA Achille (2000)
- Denti (2000)
- Amnèsia (2001)
- La bella di Mosca (2001)
- Momo alla conquista del tempo (2001)
- La forza del passato (2002)
- Cognato millones (2003)
- La Pasión de Cristo (2004)
- Manuale d'amore (2005)
- La Terra (2006)

### Director
- La stazione (1990)
- La bionda (1993)
- Prestazione straordinaria (1994)
- Il viaggio della sposa (1997)
- Tutto l'amore che c'è (2000)
- L'anima gemella (2001)
- L'amore ritorna (2004)
- La terra (2006)
- Colpo d'occhio (2008)
- L'uomo nero (2009)
- Mi rifaccio vivo (2013)

## Premio y distinciones
Festival Internacional de Cine de Venecia
| Año  | Categoría                | Película    | Resultado |
| ---- | ------------------------ | ----------- | --------- |
| 1990 | Premio Kodak-Cinecritica | La estación | Ganador   |